# Vòng loại Giải vô địch bóng đá thế giới 2026 – Khu vực Nam Mỹ
Khu vực Nam Mỹ của vòng loại Giải vô địch bóng đá thế giới 2026 đóng vai trò là vòng loại cho Giải vô địch bóng đá thế giới 2026 được tổ chức tại Canada, Hoa Kỳ và Mexico dành cho các đội tuyển quốc gia là thành viên của CONMEBOL. Tổng cộng có 6 suất vào thẳng vòng chung kết và 1 suất vào vòng play-off liên lục địa dành cho các đội CONMEBOL.
CONMEBOL là liên đoàn đầu tiên bắt đầu quá trình vòng loại cho FIFA World Cup 2026, với trận Paraguay gặp Perú là trận đấu đầu tiên của quá trình vòng loại toàn cầu.

## Thể thức
Vào ngày 22 tháng 8 năm 2022, CONMEBOL đã gửi một đề nghị tới FIFA nhằm yêu cầu giữ nguyên thể thức vòng loại hiện hành đã được sử dụng từ vòng loại World Cup 1998 tại Nam Mỹ. Điều này sau đó đã được xác nhận, với các trận đấu đầu tiên của vòng loại được diễn ra vào tháng 3 hoặc tháng 6 năm 2023.
Vào ngày 27 tháng 7 năm 2023, chủ tịch CONMEBOL Alejandro Domínguez thông báo vòng loại sẽ bắt đầu vào tháng 9 năm 2023, điều đã được hội đồng CONMEBOL phê chuẩn trước thềm Đại hội FIFA lần thứ 73 tổ chức vào ngày 16 tháng 3 tại Kigali, Rwanda.
Cấu trúc vòng loại sẽ được giữ nguyên giống như các vòng loại lần trước, dù số lượng suất tham dự cho các đội tuyển của CONMEBOL tăng lên. Mười đội tuyển sẽ thi đấu vòng tròn hai lượt trên sân nhà và sân khách.
Trước khi vòng loại bắt đầu, Ecuador đã bị trừ 3 điểm vì làm giả giấy khai sinh của Byron Castillo tại vòng loại World Cup lần trước.

## Lịch thi đấu
Các trận đấu vòng loại được tổ chức trong 18 lượt đấu, vào các ngày nằm trong Lịch thi đấu Trận đấu Quốc tế FIFA. Lịch thi đấu giống như vòng loại lần trước, với sáu lượt trận trong năm 2023, sáu lượt trận trong năm 2024 và sáu lượt trận trong năm 2025.
| Lượt đấu   | Ngày                 | Ref.          |
| ---------- | -------------------- | ------------- |
| Lượt đấu 1 | 7–8 tháng 9 năm 2023 | [ 18 ] [ 19 ] |
| Lượt đấu 2 | 12 tháng 9 năm 2023  | [ 18 ] [ 19 ] |
| Lượt đấu 3 | 12 tháng 10 năm 2023 | [ 20 ] [ 21 ] |
| Lượt đấu 4 | 17 tháng 10 năm 2023 | [ 20 ] [ 21 ] |
| Lượt đấu 5 | 16 tháng 11 năm 2023 | [ 22 ] [ 23 ] |
| Lượt đấu 6 | 21 tháng 11 năm 2023 | [ 22 ] [ 23 ] |

| Lượt đấu    | Ngày                    | Ref.                               |
| ----------- | ----------------------- | ---------------------------------- |
| Lượt đấu 7  | 5–6 tháng 9 năm 2024    | [ 24 ] [ 25 ] [ 26 ] [ 27 ] [ 28 ] |
| Lượt đấu 8  | 10 tháng 9 năm 2024     | [ 24 ] [ 25 ] [ 26 ] [ 27 ] [ 28 ] |
| Lượt đấu 9  | 10–11 tháng 10 năm 2024 | [ 29 ] [ 30 ]                      |
| Lượt đấu 10 | 15 tháng 10 năm 2024    | [ 29 ] [ 30 ]                      |
| Lượt đấu 11 | 14–15 tháng 11 năm 2024 |                                    |
| Lượt đấu 12 | 19 tháng 11 năm 2024    |                                    |

| Lượt đấu    | Ngày                   | Ref. |
| ----------- | ---------------------- | ---- |
| Lượt đấu 13 | 17–25 tháng 3 năm 2025 |      |
| Lượt đấu 14 | 17–25 tháng 3 năm 2025 |      |
| Lượt đấu 15 | 2–10 tháng 6 năm 2025  |      |
| Lượt đấu 16 | 2–10 tháng 6 năm 2025  |      |
| Lượt đấu 17 | 1–9 tháng 9 năm 2025   |      |
| Lượt đấu 18 | 1–9 tháng 9 năm 2025   |      |

## Các đội tham dự
Tất cả 10 đội tuyển từ CONMEBOL tham dự vòng loại.
| Đội tuyển | Xếp hạng FIFA tháng 7 năm 2023 |
| --------- | ------------------------------ |
| Argentina | 1                              |
| Brasil    | 3                              |
| Uruguay   | 16                             |
| Colombia  | 17                             |
| Perú      | 21                             |
| Chile     | 32                             |
| Ecuador   | 40                             |
| Paraguay  | 49                             |
| Venezuela | 57                             |
| Bolivia   | 83                             |

## Bảng xếp hạng
| VT | Đội           | ST | T  | H | B  | BT | BB | HS  | Đ  | Giành quyền tham dự   |     | Argentina | Ecuador | Brasil | Uruguay | Paraguay | Colombia | Venezuela | Bolivia | Perú | Chile |
| -- | ------------- | -- | -- | - | -- | -- | -- | --- | -- | --------------------- | --- | --------- | ------- | ------ | ------- | -------- | -------- | --------- | ------- | ---- | ----- |
| 1  | Argentina (Q) | 16 | 11 | 2 | 3  | 28 | 9  | +19 | 35 | FIFA World Cup 2026   |     | —         | 1–0     | 4–1    | 0–2     | 1–0      | 1–1      | Sep       | 6–0     | 1–0  | 3–0   |
| 2  | Ecuador (Q)   | 16 | 7  | 7 | 2  | 13 | 5  | +8  | 25 | FIFA World Cup 2026   |     | Sep       | —       | 0–0    | 2–1     | 0–0      | 0–0      | 2–1       | 4–0     | 1–0  | 1–0   |
| 3  | Brasil (Q)    | 16 | 7  | 4 | 5  | 21 | 16 | +5  | 25 | FIFA World Cup 2026   |     | 0–1       | 1–0     | —      | 1–1     | 1–0      | 2–1      | 1–1       | 5–1     | 4–0  | Sep   |
| 4  | Uruguay (X)   | 16 | 6  | 6 | 4  | 19 | 12 | +7  | 24 | FIFA World Cup 2026   |     | 0–1       | 0–0     | 2–0    | —       | 0–0      | 3–2      | 2–0       | 3–0     | Sep  | 3–1   |
| 5  | Paraguay (X)  | 16 | 6  | 6 | 4  | 13 | 10 | +3  | 24 | FIFA World Cup 2026   |     | 2–1       | Sep     | 1–0    | 2–0     | —        | 0–1      | 2–1       | 1–0     | 0–0  | 1–0   |
| 6  | Colombia      | 16 | 5  | 7 | 4  | 19 | 15 | +4  | 22 | FIFA World Cup 2026   |     | 2–1       | 0–1     | 2–1    | 2–2     | 2–2      | —        | 1–0       | Sep     | 0–0  | 4–0   |
| 7  | Venezuela     | 16 | 4  | 6 | 6  | 15 | 19 | −4  | 18 | Play-off liên lục địa |     | 1–1       | 0–0     | 1–1    | 0–0     | 1–0      | Sep      | —         | 2–0     | 1–0  | 3–0   |
| 8  | Bolivia       | 16 | 5  | 2 | 9  | 16 | 32 | −16 | 17 |                       |     | 0–3       | 1–2     | Sep    | 0–0     | 2–2      | 1–0      | 4–0       | —       | 2–0  | 2–0   |
| 9  | Perú (Y)      | 16 | 2  | 6 | 8  | 6  | 17 | −11 | 12 |                       | 0–2 | 0–0       | 0–1     | 1–0    | Sep     | 1–1      | 1–1      | 3–1       | —       | 0–0  |       |
| 10 | Chile (E)     | 16 | 2  | 4 | 10 | 9  | 24 | −15 | 10 |                       | 0–1 | 0–0       | 1–2     | Sep    | 0–0     | 0–0      | 4–2      | 1–2       | 2–0     | —    |       |

1. ↑  Ecuador bị trừ 3 điểm vì làm giả giấy khai sinh cho Byron Castillo ở vòng loại FIFA World Cup 2022.[32]

## Các trận đấu

### Vòng 1
| Paraguay | 0–0                                 | Perú |
| -------- | ----------------------------------- | ---- |
|          | Chi tiết (FIFA) Chi tiết (CONMEBOL) |      |

| Colombia  | 1–0                                 | Venezuela |
| --------- | ----------------------------------- | --------- |
| Borré 46' | Chi tiết (FIFA) Chi tiết (CONMEBOL) |           |

| Argentina | 1–0                                 | Ecuador |
| --------- | ----------------------------------- | ------- |
| Messi 78' | Chi tiết (FIFA) Chi tiết (CONMEBOL) |         |

| Uruguay                                | 3–1                                 | Chile     |
| -------------------------------------- | ----------------------------------- | --------- |
| - De la Cruz 38', 71' - Valverde 45+2' | Chi tiết (FIFA) Chi tiết (CONMEBOL) | Vidal 74' |

| Brasil                                                | 5–1                                 | Bolivia    |
| ----------------------------------------------------- | ----------------------------------- | ---------- |
| - Rodrygo 24', 53' - Raphinha 47' - Neymar 61', 90+3' | Chi tiết (FIFA) Chi tiết (CONMEBOL) | Ábrego 78' |

### Vòng 2
| Bolivia | 0–3                                 | Argentina                                       |
| ------- | ----------------------------------- | ----------------------------------------------- |
|         | Chi tiết (FIFA) Chi tiết (CONMEBOL) | - Fernández 31' - Tagliafico 42' - González 83' |

| Ecuador           | 2–1                                 | Uruguay      |
| ----------------- | ----------------------------------- | ------------ |
| Torres 45+5', 61' | Chi tiết (FIFA) Chi tiết (CONMEBOL) | Canobbio 38' |

| Venezuela            | 1–0                                 | Paraguay |
| -------------------- | ----------------------------------- | -------- |
| Rondón 90+3' (ph.đ.) | Chi tiết (FIFA) Chi tiết (CONMEBOL) |          |

| Chile | 0–0                                 | Colombia |
| ----- | ----------------------------------- | -------- |
|       | Chi tiết (FIFA) Chi tiết (CONMEBOL) |          |

| Perú | 0–1                                 | Brasil         |
| ---- | ----------------------------------- | -------------- |
|      | Chi tiết (FIFA) Chi tiết (CONMEBOL) | Marquinhos 90' |

### Vòng 3
| Colombia                    | 2–2                                 | Uruguay                                |
| --------------------------- | ----------------------------------- | -------------------------------------- |
| - Rodríguez 35' - Uribe 52' | Chi tiết (FIFA) Chi tiết (CONMEBOL) | - M. Olivera 47' - Núñez 90+1' (ph.đ.) |

| Bolivia     | 1–2                                 | Ecuador                      |
| ----------- | ----------------------------------- | ---------------------------- |
| Ramallo 83' | Chi tiết (FIFA) Chi tiết (CONMEBOL) | - Páez 45' - Rodríguez 90+6' |

| Argentina   | 1–0                                 | Paraguay |
| ----------- | ----------------------------------- | -------- |
| Otamendi 3' | Chi tiết (FIFA) Chi tiết (CONMEBOL) |          |

| Chile                      | 2–0                                 | Perú |
| -------------------------- | ----------------------------------- | ---- |
| - Valdés 74' - Núñez 90+1' | Chi tiết (FIFA) Chi tiết (CONMEBOL) |      |

| Brasil      | 1–1                                 | Venezuela |
| ----------- | ----------------------------------- | --------- |
| Gabriel 50' | Chi tiết (FIFA) Chi tiết (CONMEBOL) | Bello 85' |

### Vòng 4
| Venezuela                                 | 3–0                                 | Chile |
| ----------------------------------------- | ----------------------------------- | ----- |
| - Soteldo 45+1' - Rondón 72' - Machís 79' | Chi tiết (FIFA) Chi tiết (CONMEBOL) |       |

| Paraguay     | 1–0                                 | Bolivia |
| ------------ | ----------------------------------- | ------- |
| Sanabria 69' | Chi tiết (FIFA) Chi tiết (CONMEBOL) |         |

| Ecuador | 0–0                                 | Colombia |
| ------- | ----------------------------------- | -------- |
|         | Chi tiết (FIFA) Chi tiết (CONMEBOL) |          |

| Uruguay                      | 2–0                                 | Brasil |
| ---------------------------- | ----------------------------------- | ------ |
| - Núñez 42' - De la Cruz 77' | Chi tiết (FIFA) Chi tiết (CONMEBOL) |        |

| Perú | 0–2                                 | Argentina      |
| ---- | ----------------------------------- | -------------- |
|      | Chi tiết (FIFA) Chi tiết (CONMEBOL) | Messi 32', 42' |

### Vòng 5
| Bolivia                     | 2–0                                 | Perú |
| --------------------------- | ----------------------------------- | ---- |
| - H. Vaca 20' - R. Vaca 87' | Chi tiết (FIFA) Chi tiết (CONMEBOL) |      |

| Venezuela | 0–0                                 | Ecuador |
| --------- | ----------------------------------- | ------- |
|           | Chi tiết (FIFA) Chi tiết (CONMEBOL) |         |

| Colombia      | 2–1                                 | Brasil        |
| ------------- | ----------------------------------- | ------------- |
| Díaz 75', 79' | Chi tiết (FIFA) Chi tiết (CONMEBOL) | Martinelli 4' |

| Argentina | 0–2                                 | Uruguay                     |
| --------- | ----------------------------------- | --------------------------- |
|           | Chi tiết (FIFA) Chi tiết (CONMEBOL) | - R. Araújo 41' - Núñez 87' |

| Chile | 0–0                                 | Paraguay |
| ----- | ----------------------------------- | -------- |
|       | Chi tiết (FIFA) Chi tiết (CONMEBOL) |          |

### Vòng 6
| Paraguay | 0–1                                 | Colombia          |
| -------- | ----------------------------------- | ----------------- |
|          | Chi tiết (FIFA) Chi tiết (CONMEBOL) | Borré 11' (ph.đ.) |

| Uruguay                                | 3–0                                 | Bolivia |
| -------------------------------------- | ----------------------------------- | ------- |
| - Núñez 15', 71' - Villamíl 39' (l.n.) | Chi tiết (FIFA) Chi tiết (CONMEBOL) |         |

| Ecuador  | 1–0                                 | Chile |
| -------- | ----------------------------------- | ----- |
| Mena 21' | Chi tiết (FIFA) Chi tiết (CONMEBOL) |       |

| Brasil | 0–1                                 | Argentina    |
| ------ | ----------------------------------- | ------------ |
|        | Chi tiết (FIFA) Chi tiết (CONMEBOL) | Otamendi 63' |

| Perú      | 1–1                                 | Venezuela    |
| --------- | ----------------------------------- | ------------ |
| Yotún 17' | Chi tiết (FIFA) Chi tiết (CONMEBOL) | Savarino 54' |

### Vòng 7
| Bolivia                                                               | 4–0                                 | Venezuela |
| --------------------------------------------------------------------- | ----------------------------------- | --------- |
| - R. Vaca 13' - Algarañaz 45+5' (ph.đ.) - Terceros 46' - Monteiro 89' | Chi tiết (FIFA) Chi tiết (CONMEBOL) |           |

| Argentina                                       | 3–0                                 | Chile |
| ----------------------------------------------- | ----------------------------------- | ----- |
| - Mac Allister 48' - Alvarez 84' - Dybala 90+1' | Chi tiết (FIFA) Chi tiết (CONMEBOL) |       |

| Uruguay | 0–0                                 | Paraguay |
| ------- | ----------------------------------- | -------- |
|         | Chi tiết (FIFA) Chi tiết (CONMEBOL) |          |

| Brasil      | 1–0                                 | Ecuador |
| ----------- | ----------------------------------- | ------- |
| Rodrygo 30' | Chi tiết (FIFA) Chi tiết (CONMEBOL) |         |

| Perú          | 1–1                                 | Colombia   |
| ------------- | ----------------------------------- | ---------- |
| - Callens 68' | Chi tiết (FIFA) Chi tiết (CONMEBOL) | - Díaz 82' |

### Vòng 8
| Colombia                               | 2–1                                 | Argentina    |
| -------------------------------------- | ----------------------------------- | ------------ |
| - Mosquera 25' - Rodríguez 60' (ph.đ.) | Chi tiết (FIFA) Chi tiết (CONMEBOL) | González 48' |

| Chile      | 1–2                                 | Bolivia                          |
| ---------- | ----------------------------------- | -------------------------------- |
| Vargas 39' | Chi tiết (FIFA) Chi tiết (CONMEBOL) | - Algarañaz 13' - Terceros 45+1' |

| Ecuador      | 1–0                                 | Perú |
| ------------ | ----------------------------------- | ---- |
| Valencia 54' | Chi tiết (FIFA) Chi tiết (CONMEBOL) |      |

| Venezuela | 0–0                                 | Uruguay |
| --------- | ----------------------------------- | ------- |
|           | Chi tiết (FIFA) Chi tiết (CONMEBOL) |         |

| Paraguay  | 1–0                                 | Brasil |
| --------- | ----------------------------------- | ------ |
| Gómez 20' | Chi tiết (FIFA) Chi tiết (CONMEBOL) |        |

### Vòng 9
| Bolivia        | 1–0                                 | Colombia |
| -------------- | ----------------------------------- | -------- |
| - Terceros 58' | Chi tiết (FIFA) Chi tiết (CONMEBOL) |          |

| Ecuador | 0–0                                 | Paraguay |
| ------- | ----------------------------------- | -------- |
|         | Chi tiết (FIFA) Chi tiết (CONMEBOL) |          |

| Venezuela    | 1–1                                 | Argentina      |
| ------------ | ----------------------------------- | -------------- |
| - Rondón 65' | Chi tiết (FIFA) Chi tiết (CONMEBOL) | - Otamendi 13' |

| Chile     | 1–2                                 | Brasil                                 |
| --------- | ----------------------------------- | -------------------------------------- |
| Vargas 2' | Chi tiết (FIFA) Chi tiết (CONMEBOL) | - Igor Jesus 45+1' - Luiz Henrique 89' |

| Perú       | 1–0                                 | Uruguay |
| ---------- | ----------------------------------- | ------- |
| Araujo 88' | Chi tiết (FIFA) Chi tiết (CONMEBOL) |         |

### Vòng 10
| Colombia                                                | 4–0                                 | Chile |
| ------------------------------------------------------- | ----------------------------------- | ----- |
| - Sánchez 34' - Díaz 52' - Durán 84' - Sinisterra 90+3' | Chi tiết (FIFA) Chi tiết (CONMEBOL) |       |

| Paraguay          | 2–1                                 | Venezuela    |
| ----------------- | ----------------------------------- | ------------ |
| Sanabria 59', 74' | Chi tiết (FIFA) Chi tiết (CONMEBOL) | Aramburu 25' |

| Uruguay | 0–0                                 | Ecuador |
| ------- | ----------------------------------- | ------- |
|         | Chi tiết (FIFA) Chi tiết (CONMEBOL) |         |

| Argentina                                                             | 6–0                                 | Bolivia |
| --------------------------------------------------------------------- | ----------------------------------- | ------- |
| - Messi 19', 84', 86' - La. Martínez 43' - Alvarez 45+3' - Almada 69' | Chi tiết (FIFA) Chi tiết (CONMEBOL) |         |

| Brasil                                                                | 4–0                                 | Perú |
| --------------------------------------------------------------------- | ----------------------------------- | ---- |
| - Raphinha 38' (ph.đ.), 54' (ph.đ.) - Pereira 71' - Luiz Henrique 74' | Chi tiết (FIFA) Chi tiết (CONMEBOL) |      |

### Vòng 11
| Venezuela     | 1–1                                 | Brasil         |
| ------------- | ----------------------------------- | -------------- |
| - Segovia 46' | Chi tiết (FIFA) Chi tiết (CONMEBOL) | - Raphinha 43' |

| Paraguay                      | 2–1                                 | Argentina          |
| ----------------------------- | ----------------------------------- | ------------------ |
| - Sanabria 19' - Alderete 47' | Chi tiết (FIFA) Chi tiết (CONMEBOL) | - La. Martínez 11' |

| Ecuador                                             | 4–0                                 | Bolivia |
| --------------------------------------------------- | ----------------------------------- | ------- |
| - Valencia 26' (ph.đ.) - Plata 28', 49' - Minda 61' | Chi tiết (FIFA) Chi tiết (CONMEBOL) |         |

| Uruguay                                            | 3–2                                 | Colombia                        |
| -------------------------------------------------- | ----------------------------------- | ------------------------------- |
| - Sánchez 57' (l.n.) - Aguirre 60' - Ugarte 90+13' | Chi tiết (FIFA) Chi tiết (CONMEBOL) | - Quintero 31' - A. Gómez 90+6' |

| Perú | 0–0                                 | Chile |
| ---- | ----------------------------------- | ----- |
|      | Chi tiết (FIFA) Chi tiết (CONMEBOL) |       |

### Vòng 12
| Bolivia                              | 2–2                                 | Paraguay                     |
| ------------------------------------ | ----------------------------------- | ---------------------------- |
| - E. Vaca 15' - Terceros 80' (ph.đ.) | Chi tiết (FIFA) Chi tiết (CONMEBOL) | - Almirón 71' - Enciso 90+1' |

| Colombia | 0–1                                 | Ecuador       |
| -------- | ----------------------------------- | ------------- |
|          | Chi tiết (FIFA) Chi tiết (CONMEBOL) | - Valencia 7' |

| Argentina          | 1–0                                 | Perú |
| ------------------ | ----------------------------------- | ---- |
| - La. Martínez 55' | Chi tiết (FIFA) Chi tiết (CONMEBOL) |      |

| Chile                                                 | 4–2                                 | Venezuela                       |
| ----------------------------------------------------- | ----------------------------------- | ------------------------------- |
| - E. Vargas 20' - Rincón 29' (l.n.) - Cepeda 38', 47' | Chi tiết (FIFA) Chi tiết (CONMEBOL) | - Savarino 13' - R. Ramírez 22' |

| Brasil     | 1–1                                 | Uruguay      |
| ---------- | ----------------------------------- | ------------ |
| Gerson 62' | Chi tiết (FIFA) Chi tiết (CONMEBOL) | Valverde 55' |

### Vòng 13
| Paraguay       | 1–0                                 | Chile |
| -------------- | ----------------------------------- | ----- |
| - Alderete 60' | Chi tiết (FIFA) Chi tiết (CONMEBOL) |       |

| Brasil                                 | 2–1                                 | Colombia   |
| -------------------------------------- | ----------------------------------- | ---------- |
| - Raphinha 6' (ph.đ.) - Vinícius 90+9' | Chi tiết (FIFA) Chi tiết (CONMEBOL) | - Díaz 41' |

| Perú                                   | 3–1                                 | Bolivia              |
| -------------------------------------- | ----------------------------------- | -------------------- |
| - Polo 37' - Guerrero 45' - Flores 82' | Chi tiết (FIFA) Chi tiết (CONMEBOL) | Terceros 58' (ph.đ.) |

| Ecuador             | 2–1                                 | Venezuela     |
| ------------------- | ----------------------------------- | ------------- |
| - Valencia 39', 46' | Chi tiết (FIFA) Chi tiết (CONMEBOL) | - Cádiz 90+1' |

| Uruguay | 0–1                                 | Argentina    |
| ------- | ----------------------------------- | ------------ |
|         | Chi tiết (FIFA) Chi tiết (CONMEBOL) | - Almada 68' |

### Vòng 14
| Bolivia | 0–0      | Uruguay |
| ------- | -------- | ------- |
|         | Chi tiết |         |

| Colombia              | 2–2      | Paraguay                    |
| --------------------- | -------- | --------------------------- |
| - Díaz 1' - Durán 13' | Chi tiết | - Alonso 45+4' - Enciso 62' |

| Venezuela          | 1–0      | Perú |
| ------------------ | -------- | ---- |
| Rondón 41' (ph.đ.) | Chi tiết |      |

| Argentina                                                     | 4–1      | Brasil    |
| ------------------------------------------------------------- | -------- | --------- |
| - Alvarez 4' - Fernández 12' - Mac Allister 37' - Simeone 71' | Chi tiết | Cunha 26' |

| Chile | 0–0      | Ecuador |
| ----- | -------- | ------- |
|       | Chi tiết |         |

### Vòng 15
| Colombia | 0–0                                 | Perú |
| -------- | ----------------------------------- | ---- |
|          | Chi tiết (FIFA) Chi tiết (CONMEBOL) |      |

| Venezuela                        | 2–0                                 | Bolivia |
| -------------------------------- | ----------------------------------- | ------- |
| - Cuéllar 5' (l.n.) - Rondón 30' | Chi tiết (FIFA) Chi tiết (CONMEBOL) |         |

| Paraguay                           | 2–0                                 | Uruguay |
| ---------------------------------- | ----------------------------------- | ------- |
| - Galarza 13' - Enciso 81' (ph.đ.) | Chi tiết (FIFA) Chi tiết (CONMEBOL) |         |

| Chile | 0–1                                 | Argentina   |
| ----- | ----------------------------------- | ----------- |
|       | Chi tiết (FIFA) Chi tiết (CONMEBOL) | Alvarez 16' |

| Ecuador | 0–0                                 | Brasil |
| ------- | ----------------------------------- | ------ |
|         | Chi tiết (FIFA) Chi tiết (CONMEBOL) |        |

### Vòng 16
| Bolivia                      | 2–0                                 | Chile |
| ---------------------------- | ----------------------------------- | ----- |
| - Terceros 5' - Monteiro 90' | Chi tiết (FIFA) Chi tiết (CONMEBOL) |       |

| Uruguay                           | 2–0                                 | Venezuela |
| --------------------------------- | ----------------------------------- | --------- |
| - Aguirre 43' - De Arrascaeta 47' | Chi tiết (FIFA) Chi tiết (CONMEBOL) |           |

| Argentina  | 1–1                                 | Colombia |
| ---------- | ----------------------------------- | -------- |
| Almada 81' | Chi tiết (FIFA) Chi tiết (CONMEBOL) | Díaz 24' |

| Brasil       | 1–0                                 | Paraguay |
| ------------ | ----------------------------------- | -------- |
| Vinícius 44' | Chi tiết (FIFA) Chi tiết (CONMEBOL) |          |

| Perú | 0–0                                 | Ecuador |
| ---- | ----------------------------------- | ------- |
|      | Chi tiết (FIFA) Chi tiết (CONMEBOL) |         |

### Vòng 17
| Uruguay | v | Perú |
| ------- | - | ---- |
|         |   |      |

| Colombia | v | Bolivia |
| -------- | - | ------- |
|          |   |         |

| Brasil | v | Chile |
| ------ | - | ----- |
|        |   |       |

| Paraguay | v | Ecuador |
| -------- | - | ------- |
|          |   |         |

| Argentina | v | Venezuela |
| --------- | - | --------- |
|           |   |           |

### Vòng 18
| Perú | v | Paraguay |
| ---- | - | -------- |
|      |   |          |

| Venezuela | v | Colombia |
| --------- | - | -------- |
|           |   |          |

| Bolivia | v | Brasil |
| ------- | - | ------ |
|         |   |        |

| Chile | v | Uruguay |
| ----- | - | ------- |
|       |   |         |

| Ecuador | v | Argentina |
| ------- | - | --------- |
|         |   |           |

## Vòng play-off liên lục địa
Đội xếp thứ 7 sẽ cùng một đội từ AFC, CAF, OFC và hai đội từ CONCACAF tham dự vòng play-off liên lục địa. Các đội sẽ được xếp hạng dựa theo Bảng xếp hạng bóng đá nam FIFA, trong đó bốn đội có thứ hạng thấp nhất sẽ thi đấu hai trận đấu loại trực tiếp. Những đội chiến thắng sẽ gặp hai đội có thứ hạng cao nhất trong một loạt trận đấu loại trực tiếp khác; đội thắng trong các trận đấu này sẽ giành quyền tham dự FIFA World Cup 2026.

## Các đội tuyển vượt qua vòng loại

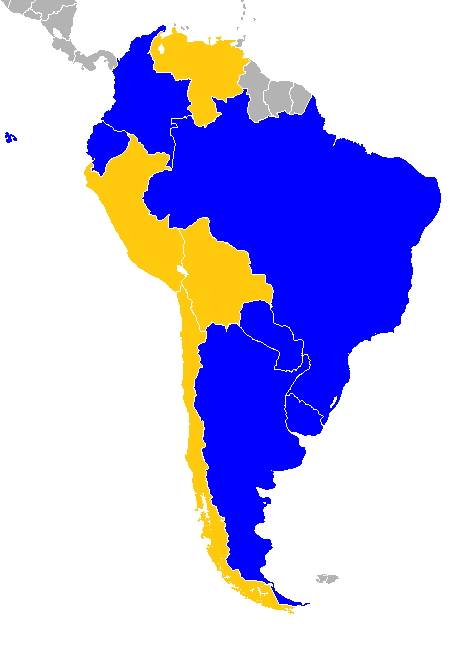
Giành quyền tham dự vòng chung kết
Có thể giành quyền tham dự vòng chung kết
Không vượt qua vòng loại
Không phải là thành viên CONMEBOL

Dưới đây là các đội tuyển từ CONMEBOL đã vượt qua vòng loại để tham dự vòng chung kết.
| Đội tuyển | Tư cách vượt qua vòng loại | Ngày vượt qua vòng loại | Số lần tham dự Giải vô địch bóng đá thế giới trước đây1                                                                                 |
| --------- | -------------------------- | ----------------------- | --- |
| Argentina | Hạng 1                     | 25 tháng 3 năm 2025     | 18 (1930, 1934, 1962, 1966, 1974, 1978, 1982, 1986, 1990, 1994, 1998, 2002, 2006, 2010, 2014, 2018, 2022)                               |
| Brasil    | Top 6                      | 10 tháng 6 năm 2025     | 22 (1930, 1934, 1938, 1950, 1954, 1958, 1962, 1966, 1970, 1974, 1978, 1982, 1986, 1990, 1994, 1998, 2002, 2006, 2010, 2014, 2018, 2022) |
| Ecuador   | Top 6                      | 10 tháng 6 năm 2025     | 4 (2002, 2006, 2014, 2022) |

1 In đậm thể hiện nhà vô địch năm đó. In nghiêng thể hiện chủ nhà năm đó.

## Cầu thủ ghi bàn
Đang có 159 bàn thắng ghi được trong 80 trận đấu, trung bình 1.99 bàn thắng mỗi trận đấu (tính đến ngày 10 tháng 6 năm 2025).
7 bàn thắng
- Luis Díaz

6 bàn thắng
- Lionel Messi
- Miguel Terceros

5 bàn thắng
- Raphinha
- Enner Valencia
- Darwin Núñez
- Salomón Rondón

4 bàn thắng
- Julián Alvarez
- Antonio Sanabria

3 bàn thắng
- Thiago Almada
- Lautaro Martínez
- Nicolás Otamendi
- Rodrygo
- Eduardo Vargas
- Julio Enciso
- Nicolás de la Cruz

2 bàn thắng
- Enzo Fernández
- Nicolás González
- Alexis Mac Allister
- Carmelo Algarañaz
- Enzo Monteiro
- Ramiro Vaca
- Luiz Henrique
- Neymar
- Vinícius Júnior
- Lucas Cepeda
- Jhon Durán
- James Rodríguez
- Rafael Santos Borré
- Gonzalo Plata
- Félix Torres
- Omar Alderete
- Rodrigo Aguirre
- Federico Valverde
- Jefferson Savarino

1 bàn thắng
- Paulo Dybala
- Giuliano Simeone
- Nicolás Tagliafico
- Víctor Ábrego
- Rodrigo Ramallo
- Ervin Vaca
- Henry Vaca
- Matheus Cunha
- Gerson
- Igor Jesus
- Gabriel Magalhães
- Marquinhos
- Gabriel Martinelli
- Andreas Pereira
- Marcelino Núñez
- Diego Valdés
- Arturo Vidal
- Andrés Gómez
- Yerson Mosquera
- Juan Fernando Quintero
- Davinson Sánchez
- Luis Sinisterra
- Mateus Uribe
- Ángel Mena
- Alan Minda
- Kendry Páez
- Kevin Rodríguez
- Miguel Almirón
- Júnior Alonso
- Matías Galarza
- Diego Gómez
- Miguel Araujo
- Alexander Callens
- Edison Flores
- Paolo Guerrero
- Andy Polo
- Yoshimar Yotún
- Ronald Araújo
- Agustín Canobbio
- Giorgian de Arrascaeta
- Mathías Olivera
- Manuel Ugarte
- Jon Aramburu
- Eduard Bello
- Jhonder Cádiz
- Darwin Machís
- Ruben Ramírez
- Telasco Segovia
- Yeferson Soteldo

1 bàn phản lưới nhà
- Gabriel Villamíl (trong trận gặp Uruguay)
- Héctor Cuéllar (trong trận gặp Venezuela)
- Davinson Sánchez (trong trận gặp Uruguay)
- Tomás Rincón (trong trận gặp Chile)